# Abronia fuscolabialis
Abronia fuscolabialis е вид влечуго от семейство Слепоци (Anguidae). Видът е застрашен от изчезване.

## Разпространение
Разпространен е в Мексико.

## Описание
Популацията им е намаляваща.